# Monfort (Gers)
 Monfort  (en occitano Montfòrt) es una población y comuna francesa, ubicada en la región de Mediodía-Pirineos, departamento de Gers, en el distrito de Condom y cantón de Mauvezin.
Monfort fue fundada como bastida en 1275 por Géraud V, conde de Armagnac. Es la villa natal del poeta Guillaume Salluste du Bartas (1544-1590).

## Demografía
| 1 119                     | 1 039 | 1 175 | 1 202 | 1 386 | lac. | 1 411 | 1 375 | 1 289 | 1 247 | 1 201 | 1 161 | 1 145 | 1 106 | 1 090 | 996 | 968 | 982 | 900 | 843 | 772 | 753 | 747 | 754 | 702 | 731 | 644 | 539 | 495 | 454 | 416 | 424 | 479 |
| (Fuente: INSEE y Cassini) |       |       |       |       |      |       |       |       |       |       |       |       |       |       |     |     |     |     |     |     |     |     |     |     |     |     |     |     |     |     |     |     |